# Beweisvereitelung
Beweisvereitelung liegt vor, wenn die Partei eines Prozesses schuldhaft die Möglichkeit verhindert oder erschwert, über einen prozesserheblichen Umstand Beweis zu erheben. Dies kann etwa geschehen, indem eine im Prozess zu begutachtende Sache vernichtet oder umgestaltet wird – etwa der Mangel an einem angeblich mangelbehafteten Bauwerk beseitigt wird – oder indem der Name und die Anschrift eines Unfallzeugen nicht genannt werden. Das Verschulden richtet sich hierbei nicht auf die Vernichtung oder Umgestaltung des Beweismittels, sondern auf die Vereitelung der Beweisfunktion.

## Beweisvereitelung im deutschen Zivilprozess
Im Zivilprozess ist nach der Darlegungs- und Beweislast zu unterscheiden.

### Beweisvereitelung durch den Beweispflichtigen
Wenn der Beweispflichtige die Beweisvereitelung herbeigeführt hat, dann ändert sich nichts. Das ist die Folge des Beibringungsgrundsatzes, die den deutschen Zivilprozess beherrscht. Danach hat jeder die Umstände vorzutragen und gegebenenfalls zu beweisen, die für ihn günstig sind. Kann er dies nicht, bleibt er beweispflichtig und unterliegt gegebenenfalls. Hierbei ist es naturgemäß unerheblich, ob er dies selbst herbeigeführt hat oder nicht.

### Beweisvereitelung durch den nicht Beweispflichtigen
Anders stellt es sich dar, wenn der nicht Beweisbelastete die Möglichkeit zur Beweisführung verhindert hat. Der Gesetzgeber hat zwar das Problem gesehen – so enthält etwa § 444 Zivilprozessordnung (ZPO) eine Regelung für das Vorenthalten von Urkunden – aber keine einheitliche Regelung getroffen (vgl. auch Urkundenunterdrückung).
Die Rechtsprechung hat inzwischen aus den vereinzelten Regelungen in der ZPO und Treu und Glauben allgemeine Grundsätze zur Beweisvereitelung entwickelt. Danach liegt eine Beweisvereitelung vor, wenn eine Partei ihrem beweispflichtigen Gegner die Beweisführung schuldhaft erschwert oder unmöglich macht.
Die Rechtsprechung gewährt dann im Rahmen ihrer freien Beweiswürdigung (§ 286 ZPO) Beweiserleichterungen bis hin zur Beweislastumkehr. Sie stuft die Beweiserleichterungen hierbei danach ab, inwiefern der Gegenpartei unter Berücksichtigung des Grades des Verschuldens der vereitelnden Partei eine Beweisführung zuzumuten ist. Dies kann etwa zu einer Erleichterung der Darlegungslast, zur Annahme eines Anscheinsbeweises oder in schwerwiegenden Fällen auch zur bereits genannten Beweislastumkehr führen.
Wenn die Beweisführung durch eine Partei ohne Pflichtverstoß aus allein in ihrem Bereich liegenden Umständen erschwert wurde, kann es im Einzelfall dennoch gegen Treu und Glauben (§ 242 BGB) verstoßen, sich auf die ihr günstige Beweislast zu berufen. So etwa, wenn eine Versicherung bei ihr vorhandene Urkunden mikroverfilmt und anschließend vernichtet hat und dem Prozessgegner so den Nachweis unmöglich wurde, dass die Unterschrift unter einem Versicherungsvertrag echt ist.
Nach der Rechtsprechung liegt keine Beweisvereitelung vor, wenn jemand die Zustimmung zur Verwertung rechtswidrig erlangter Beweismittel verweigert, und diese Beweismittelerlangung durch eine Verletzung des Grundrechts auf informationelle Selbstbestimmung erst möglich wurde. Dies ist zum Beispiel bei den Fällen geheimer Vaterschaftstests der Fall.

## Beweisvereitelung im Strafprozess
Vor den Strafgerichten liegt die Beweislast bei der Anklage. Eine Beweisvereitelung durch die Staatsanwaltschaft oder die Polizei führt daher stets dazu, dass die dem Angeklagten günstigeren Umstände anzunehmen sind, unabhängig vom Verschulden der Polizei oder der Staatsanwaltschaft. Zu einem solchen Fall kann es etwa kommen, wenn aus ermittlungstaktischen Gründen Zeugen nicht benannt werden.
Im Strafverfahren hat der Angeklagte ein Aussageverweigerungsrecht. Er ist nicht verpflichtet, ihn belastende Umstände zu beweisen oder die entsprechende Beweisführung zu erleichtern. Die Wahrnehmung dieses Rechts darf dem Beschuldigten nicht zur Last gelegt werden, insoweit ist kein Raum für die im Zivilprozess geltenden Grundsätze der Beweisvereitelung.
Allerdings gilt auch im Strafprozess der Grundsatz der freien Beweiswürdigung. Der Strafrichter darf daher aus nachgewiesenen Vereitelungshandlungen seine entsprechenden Schlüsse ziehen. Er darf nachgewiesene Vereitelungshandlungen als sogenannte Anknüpfungstatsachen nehmen, um auf die Schuld des Angeklagten zu schließen.
Werden Beweismittel durch Dritte (z. B. Bekannte) vernichtet, kann der Straftatbestand der versuchten oder vollendeten Strafvereitelung oder sogar der Begünstigung vorliegen. Zu beachten sind hierbei aber auch die eventuell bestehenden Zeugnisverweigerungsrechte dieser Dritten – etwa das Zeugnisverweigerungsrecht der Angehörigen nach § 52 StPO. In Einzelfällen muss das Gericht nach dem Grundsatz in dubio pro reo dem Angeklagten günstige Umstände zugrunde legen, etwa wenn ausländische Behörden aus Gründen der nationalen Sicherheit Beweismittel vorenthalten.

## Beweisvereitelung im Verwaltungsprozess
Im Verwaltungsprozess sind die Parteien zur Mitwirkung verpflichtet. Das Gericht kann daher aus nicht vorgelegten Beweisen bzw. Behinderungen bei der Beweisführung im Rahmen der Beweisbewertung Schlüsse ziehen.
Von besonderer Bedeutung ist im Verwaltungsprozess die Verweigerung der Aussagegenehmigung bei Beamten und anderen Angehörigen des öffentlichen Dienstes (§ 376 ZPO). Die Behörden müssen beim Vorliegen der Gründe für eine Aussagegenehmigung diese erteilen, ein gerichtlich nicht überprüfbarer Beurteilungsspielraum besteht insofern nicht. Die Genehmigung, als Zeugin oder Zeuge auszusagen, darf nur versagt werden, wenn die Aussage dem Wohle des Bundes oder eines deutschen Landes Nachteile bereiten oder die Erfüllung öffentlicher Aufgaben ernstlich gefährden oder erheblich erschweren würde (§ 68 Bundesbeamtengesetz; § 37 Abs. 4, 5 Beamtenstatusgesetz). Wird eine Aussagegenehmigung nicht erteilt, kann das Gericht dies zugunsten des so in Beweisnot geratenen entsprechend berücksichtigen.